# Impatiens recticalcarata
Impatiens recticalcarata är en balsaminväxtart som beskrevs av S.Akiyama. Impatiens recticalcarata ingår i släktet balsaminer, och familjen balsaminväxter. Inga underarter finns listade i Catalogue of Life.